# Компте, Фернандо
Ферна́ндо Ко́мпте (исп. Fernando Compte; 26 декабря 1930, Испания — 8 сентября 2013, Испания) — испанский спортивный функционер, генеральный секретарь FILA, основатель и первый президент Международной федерации самбо (FIAS), автор большого числа книг.

## Биография
Самбо – самый красивый в мире вид спорта. Самбо – самый полный вид борьбы в мире. Самбо – самый демократичный, самый доступный, самый динамичный и потому самый современный вид борьбы. Именно этим объясняется такой быстрый рост его популярности. На сегодняшний день самбо – самый эффективный и прикладной вид единоборств из всех существующих.
Родился в 1930 году. 
Был избран генеральным секретарём FILA. В 1974 году был назначен президентом Комиссии по делам самбо, а в 1976 — президентом Всемирного комитета самбо. По предложению президента FILA Милана Эрцегана комитет отделился от Федерации борьбы и на конгрессе в Йёнчёпинге (Швеция) была провозглашена независимость комитета. Тогда же Компте оставил пост генерального секретаря и был избран почётным членом FILA.
13 июня 1984 года создал Международную федерацию самбо и стал её президентом. В 1985 году Генеральная ассоциация международных спортивных федераций признала федерацию.
В 1991 году он переехал в Венесуэлу и объявил о своей добровольной отставке. После этого в FIAS произошёл раскол: образовались независимые федерации в России, Франции, Японии и США.
Скончался 8 сентября 2013 года после продолжительной болезни.

## Спортивная карьера
- Президент Федерации борьбы Испании;
- Генеральный секретарь Международной федерации борьбы;
- Основатель Международной федерации самбо;
- Первый президент ФИАС;
- Член Олимпийского комитета Испании;
- Основатель Музея борьбы в Мадриде;
- Чёрный пояс 5-го дана по дзюдо;
- Красный и белый пояс 5-го дана по карате;
- Чёрный и белый пояс 4-го дана;
- Мастер и глава испанской ветви японской федерации карате Шорин-рю;
- Магистр Федерации самбо Венесуэлы;
- Магистр по вольной борьбе Испании;
- Президент футбольного клуба «Торрелодонес»;
- Член Европейского исполнительного комитета по самбо;
- Председатель Европейской комиссии по развитию самбо;
- Генеральный секретарь Международной федерации самбо.

## Награды
- Почётная золотая медаль за достижения в спорте Китайской Республики;
- Медаль URRS и Олимпийского комитета Венесуэлы;
- Почётный орден ФИАС.

### Почётные звания
- Почётный член ФИЛА;
- Почётный президент ФИАС;
- Почётный вице-президент Bujutsu Sosei-Kai International;
- Почётный магистр кун-фу Китайской Республики;